# 842 هـ
842 هـ هي سنة في التقويم الهجري امتدت مقابلةً في التقويم الميلادي بين سنتي 1438 و1439.

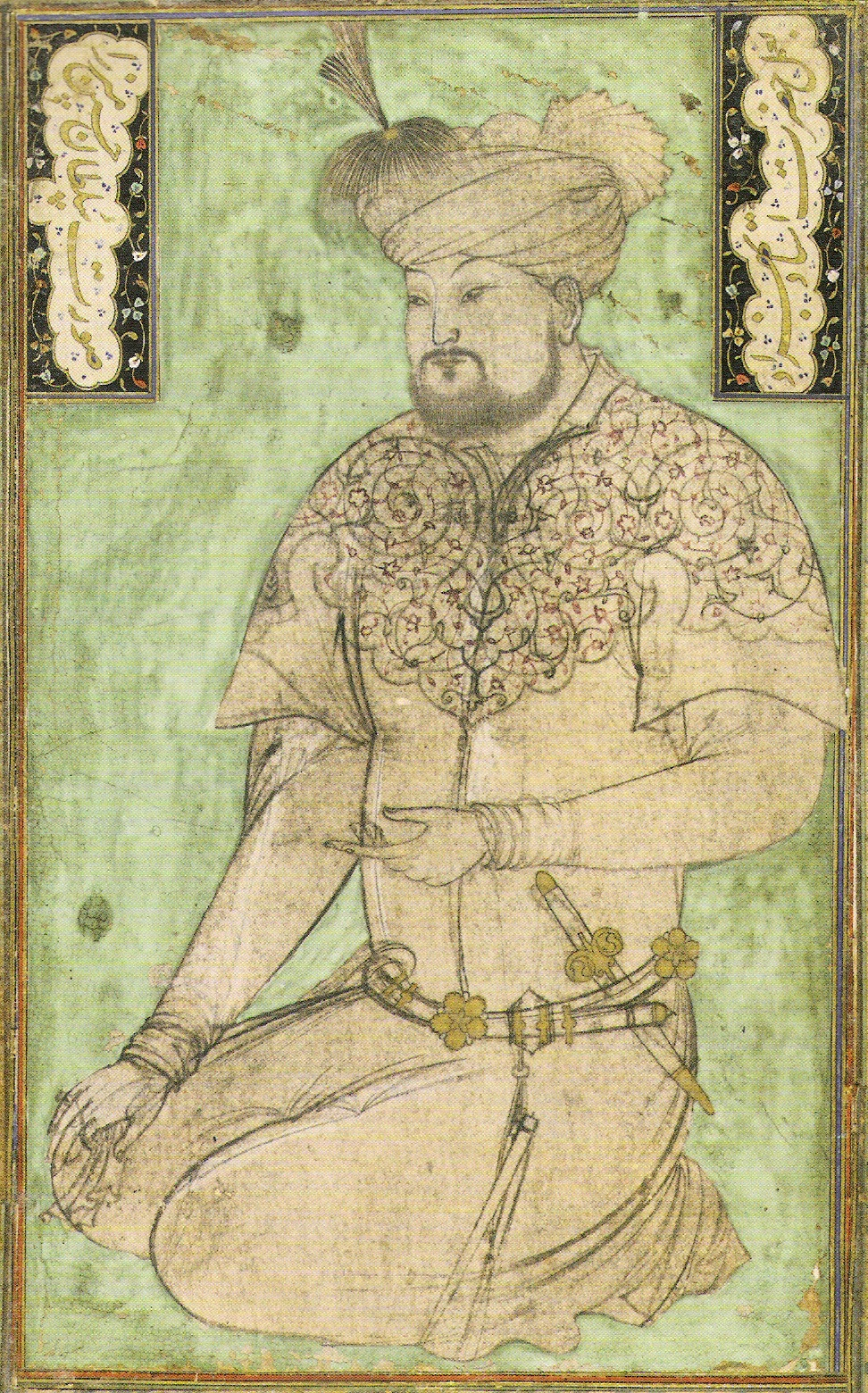
حسين بايقرا

## مواليد
- حسين بايقرا

## وفيات
- ابن ناصر الدين
- شمس الدين البساطي
- نفيس الكرماني